# Theresina
Theresina is een kevergeslacht uit de familie van de boktorren (Cerambycidae). De wetenschappelijke naam van het geslacht werd voor het eerst geldig gepubliceerd in 1944 door Pic.

## Soorten
Theresina omvat de volgende soorten:
- Theresina grossepunctata Breuning, 1963
- Theresina punctata (Pic, 1927)